# 稲荷町 (八戸市)
稲荷町（いなりちょう）は、青森県八戸市の地名。

## 地理
八戸市の中央部に位置し、北・西に糠塚字下屋敷、東に徒士町、南に廿三日町・荒町・新荒町にが面している。地区の面積は25408平方メートル。八戸市中心市街地の区域、長者地域に属する。

## 地名の由来
南部八戸の城下町によると「町名は北端にある稲荷社によったものである」と記されている。

## 歴史

### 沿革
- 1872年（明治5年）町村役人廃止により大区小区制による地方行政制度に改められる[8]。稲荷丁と称し九大区二小区の42村に属する[9]。
- 1889年（明治22年）4月1日 - 町村制施行。稲荷町は三戸郡八戸町に属する[10]。
- 1929年（昭和4年） 市制施行に伴い、稲荷町は八戸市に属する[11]。

## 世帯数と人口
| 字         | 世帯数 | 人口 |
| 大字稲荷町 | 36世帯 | 57人 |
| 合計       | 36世帯 | 57人 |